# حمزة الهمامي
حمزة الهمامي (ولد في 21 يونيو 1997 في تونس) لاعب كرة قدم تونسي يجيد اللعب في مركز الوسط المحوري وبدرجة أقل الوسط المدافع والظهير الأيمن. يلعب حاليا لصالح سترة البحريني منذ 2022.

## المسيرة الرياضية

### الأندية
في 1 يوليو 2015 تم تصعيد الهمامي إلى الفريق الأول في أولمبيك سيدي بوزيد. في موسمه الأول 2015-2016 وفي بطولة دوري الدرجة الممتازة احتل فريقه المركز السابع بفارق 7 نقاط عن منطقة الهبوط. وفي بطولة كأس تونس ساهم في وصول فريقه إلى الدور الربع النهائي.
في موسمه الثاني والأخير 2016-2017 وفي بطولة دوري الدرجة الممتازة احتل فريقه المركز الثامن في المجموعة الأولى بفارق نقطة واحدة عن منطقة الأمان فهبط إلى الدرجة الثانية. وفي بطولة كأس تونس ساهم في وصول فريقه إلى الدور التمهيدي الثاني.
في 22 ديسمبر 2017 انتقل الهمامي من أولمبيك سيدي بوزيد إلى الملعب التونسي التونسي في صفقة انتقال حر. في موسمه الأول 2017-2018 وفي بطولة دوري الدرجة الممتازة احتل فريقه المركز التاسع بفارق 4 نقاط عن منطقة الهبوط. وفي بطولة كأس تونس خرج فريقه من الدور الثمن النهائي.
في موسمه الثاني 2018-2019 وفي بطولة دوري الدرجة الممتازة احتل فريقه المركز العاشر بفارق 5 نقاط عن منطقة الهبوط. وفي بطولة كأس تونس خرج فريقه من الدور الثمن النهائي.
في موسمه الثالث 2019-2020 وفي بطولة دوري الدرجة الممتازة احتل فريقه المركز السادس بفارق 7 نقاط عن المراكز المؤهلة للبطولات القارية. وفي بطولة كأس تونس خرج فريقه من الدور الثمن النهائي.
في موسمه الرابع والأخير 2020-2021 وفي بطولة دوري الدرجة الممتازة احتل فريقه المركز الثالث عشر قبل الأخير بفارق نقطتين عن منطقة الأمان فهبط إلى الدرجة الثانية. وفي بطولة كأس تونس خرج فريقه من الدور64. في 1 يوليو 2021 انتهى العقد الذي يربط بين الطرفين ورحل الهمامي عن الملعب التونسي.
في 1 أغسطس 2022 انضم الهمامي إلى سترة البحريني في صفقة انتقال حر.